# Samrala
Samrala è una città dell'India di 17 610 abitanti, situata nel distretto di Ludhiana, nello stato federato del Punjab. In base al numero di abitanti la città rientra nella classe IV (da 10 000 a 19 999 persone).

## Geografia fisica
La città è situata a 30° 50' 12 N e 76° 11' 23 E e ha un'altitudine di 248 m s.l.m.

## Società

### Evoluzione demografica
Al censimento del 2001 la popolazione di Samrala assommava a 17 610 persone, delle quali 9 336 maschi e 8 274 femmine. I bambini di età inferiore o uguale ai sei anni assommavano a 2 070, dei quali 1 190 maschi e 880 femmine. Infine, coloro che erano in grado di saper almeno leggere e scrivere erano 12 665, dei quali 7 067 maschi e 5 598 femmine.